# Riley Pathfinder
La Riley Pathfinder est une automobile fabriquée par le constructeur britannique Riley Motors Limited au Royaume-Uni entre 1953 et 1957. Dévoilée pour la première fois lors du Salon de l’automobile de Londres en octobre 1953, elle succéda à la RMF en tant que modèle le plus prestigieux de la marque.
Conçu initialement sous l’appellation « RMH » peu avant la fusion, en 1952, de la Nuffield Organization — maison mère de Riley — avec Austin pour constituer la British Motor Corporation (BMC), la Pathfinder est souvent tenue pour la dernière authentique automobile Riley. Elle était motorisée par le quatre cylindres en ligne Riley « Big Four » de 2,5 litres (2 443 cm³), doté d’un double arbre à cames en tête, alimenté par deux carburateurs SU et développant une puissance de 110 ch. Son châssis séparé, intégralement en acier, reposait sur une suspension avant indépendante à barres de torsion, tandis que l’arrière, d’abord équipé de ressorts hélicoïdaux, adopta ultérieurement des ressorts à lames. À compter de 1956, une boîte de vitesses surmultipliée fut proposée en option. Le système de freinage, de marque Girling, comportait des tambours de 305 mm, assistés par un servomoteur Clayton Dewandre Vac Hydro.
À l'avant, les acquéreurs avaient le choix entre deux sièges individuels ou, en option, une banquette d'une seule pièce, dont le dossier était taillé en biseau à l'angle extérieur pour loger le levier de vitesses, permettant ainsi l'installation de trois passagers. À l'arrière, la banquette était pourvue d'un accotoir central escamotable et de housses en cuir. Un chauffage d'habitacle figurait de série parmi les équipements. La carrosserie était proposée en teintes noire, marron, verte, bleue ou grise. Le levier de vitesses, fixé au plancher à proximité de la portière du conducteur, imposait aux pilotes des territoires à conduite à droite d'actionner les vitesses de la main droite. Quant au frein à main, il était manœuvré par un levier situé sous le tableau de bord, aussi bien dans les configurations à banquette qu'à sièges séparés.

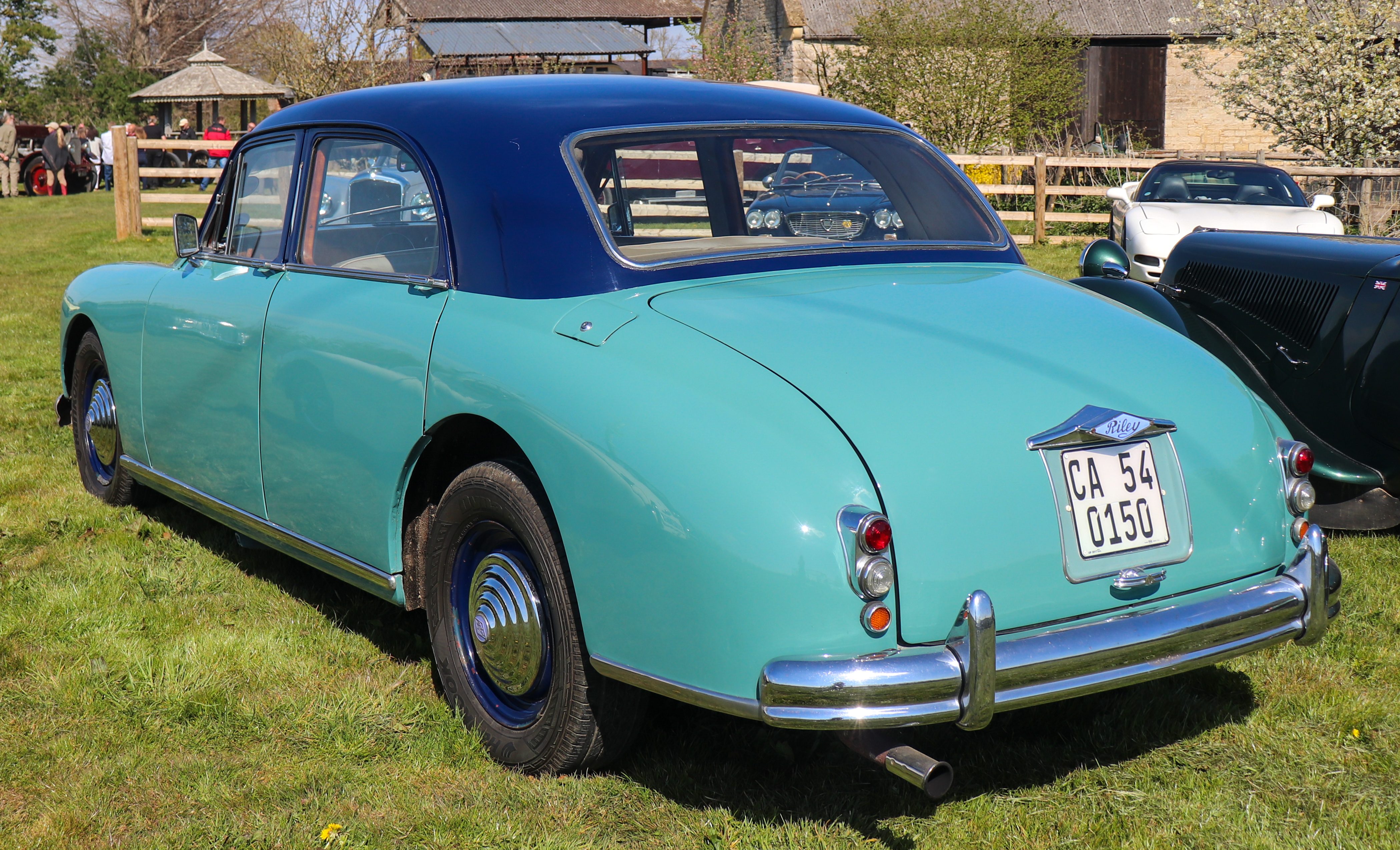
Vue arrière

La carrosserie de la Riley Pathfinder présentait une parenté indéniable avec celle de la Wolseley 6/90, bien que certaines particularités les distinguassent, notamment le capot ouvrant de la Riley, intégrant la calandre, contrairement à celui de la Wolseley, lequel demeurait fixe. Commercialisée dès 1953, la Riley précéda d’une année sa consœur Wolseley, toutes deux œuvres de Gerald Palmer, alors ingénieur en chef chez Morris pour le compte de la Nuffield Organization, avant la fusion de celle-ci avec Austin. la Pathfinder bénéficiait d’une suspension avant indépendante, héritée de la RMF, tandis que son système arrière, plus élaboré à l’origine, fut ultérieurement remplacé par un essieu à ressorts à lames, solution plus conventionnelle. L’arrière comportait une barre Panhard, dont la fragilité, sur les premiers modèles, entraînait parfois la rupture en virage serré, valant au véhicule le sobriquet peu flatteur de Ditchfinder (« découvreur de fossés »). 
Un véhicule automobile évalué par la revue The Motor en 1955 atteignait une vitesse maximale de 160 km/h et parvenait à accélérer de 0 à 97 km/h en 16,8 secondes. Sa consommation énergétique s’élevait à 14,5 L/100 km. Le prix du modèle testé s’établissait à 1 240 livres sterling, taxes incluses. 
La Pathfinder cessa sa production en 1957, supplantée par le Riley Two-Point-Six, un modèle issu du Wolseley 6/90.

## Jouets miniatures
- Corgi n° 205 (production 1956–61), Riley Pathfinder, échelle approximativement O (1:44)[4].
- Corgi n° 205M (production 1956–59) Riley Pathfinder, à l'échelle O (1:44) avec entraînement par friction[4].
- Corgi n° 209 (production 1958–61), voiture de police Riley Pathfinder, échelle approximativement O (1:44)[5].
- Base Toys a produit un modèle à l'échelle 00 du Riley Pathfinder.

## Bibliogaphie
- Gerald Palmer et Christopher Balfour, Auto-architect: The autobiography of Gerald Palmer (1911–99), Magna Press, 1988, 1988 (ISBN 0-9543121-1-2)
- Graham Robson, The cars of BMC, Guild Publishing, 1987 (ISBN 0-947981-14-4)